# لتوف اس-۱۴
لتوف اس-۱۴ (به انگلیسی: Letov_Š-14) یک هواگرد ملخ‌پیشین تک‌موتوره از نوع هواپیمای جنگنده ساخت شرکت لتوف کبلی است. هواگرد لتوف اس-۱۴ نخستین پروازش را در ۱۹۲۴ میلادی انجام داد. در مجموع، تعداد ۱ فروند از این هواگرد ساخته شده‌است.
طراح این هواگرد، Alois Šmolik بود.